# Мална
Мална (словен. Malna) — поселення в общині Светий Юрій-в-Словенських Горицях, Подравський регіон‎, Словенія.